# Хлорион царский
Хлорион царский (лат. Chlorion regale) — редкий пустынный вид роющих ос (Sphecidae) из рода Chlorion. Включён в Красную книгу Узбекистана.

## Описание
Центральная Азия (Афганистан, Иран, Пакистан), Южная Азия (Индия) и Средняя Азия (Таджикистан, Туркмения, Узбекистан).
Населяет пустынные песчано-глинистые и щебнистые участки равнин и низкогорий. В Узбекистане отмечен в Бухарской, Кашкадарьинской, Сурхандарьинской и Джизакской областях.
Охотятся на сверчков (Gryllidae), которых после парализации перетаскивают в норку, где откладывают яйцо. Имаго посещают растения из рода гребенщики (Tamarix). Лёт ос отмечен с апреля по июль. Вид был впервые описан в 1873 году британским энтомологом Фредериком Смитом (Frederic Smith, 1805—1879). Численность ос низкая. Встречается единичными особями. Численность сокращается из-за хозяйственного освоения человеком целинных земель в пустынной зоне.